# Rhadinaea forbesi
Espèce
Statut de conservation UICN

 DD  : Données insuffisantes
Rhadinaea forbesi  est une espèce de serpents de la famille des Dipsadidae.

## Répartition
Cette espèce est endémique de l'État du Veracruz au Mexique.

## Étymologie
Cette espèce est nommée en l'honneur de Dyfrig McHattie Forbes.

## Publication originale
- Smith, 1944 : Descriptions of new species and subspecies of Mexican snakes of the genus Rhadinaea. Proceedings of the Biological Society of Washington, vol. 55, p. 185-192 (texte intégral).